# فورتشي
فورتشي (بالإيطالية: Furci)‏ هي بلدية في مقاطعة كييتي في إقليم أبروتسو الإيطالي.

## السكان
في سنة 1861 بلغ عدد السكان 2٬051 نسمة، وتطور العدد ليصل في سنة 2011 لـ 1٬088 نسمة.
يظهر هذا المخطط البياني تطور النمو السكاني لـ فورتشي

## توأمة
لفورتشي اتفاقيات توأمة مع:
- بوندي